# Huey (Illinois)
Pour les articles homonymes, voir Huey.
Huey est un village du comté de Clinton dans l'Illinois, aux États-Unis,. Il est incorporé le 6 août 1891.

## Démographie
Lors du recensement de 2010, le village comptait une population de 169 habitants. Elle est estimée, en 2016, à 165 habitants.